# Muttertag (1980)
Muttertag (Alternativtitel: Muttertag – Ein Alptraum aus Blut und Gewalt; Originaltitel: Mother’s Day) ist ein US-amerikanischer Horrorfilm des US-amerikanischen Regisseurs Charles Kaufman aus dem Jahr 1980. Der Film hat eine ähnliche Thematik wie Ich spuck auf dein Grab aus dem Jahr 1978 – sexuellen Missbrauch und Gewalt an Frauen sowie Rache durch Selbstjustiz. 

## Handlung
Die drei Freundinnen Abbey, Jackie und Trina, die sich seit ihrer Schulzeit „Rattenpack“ nennen, verbringen im Deep Barons Wildpark ihr jährlich stattfindendes Wochenende beim gemeinsamen Campen. Unweit von ihrer Campingstelle lebt eine autoritäre Mutter mit ihren beiden degenerierten Söhnen Ike und Addley. Als die Frauen in der Nacht am Lagerfeuer in Schlafsäcken liegend sich über ihre Freundschaft unterhalten, werden sie vom sadistischen Nachwuchs entführt und ins Haus der irren Familie (ohne Vater) verschleppt. Während Trina und Abbey an Sportgeräte festgebunden und geknebelt Todesängste ausstehen müssen, wird Jackie zum Vergnügen der Mutter auf das perverseste gequält, geschlagen und vergewaltigt. Am nächsten Morgen finden Abbey und Trina, die sich befreien konnten, Jackie halbtot in einem Schrank; während die Söhne im Beisein der Mutter im Garten Kampfkunst trainieren, können die drei Mädchen flüchten und sich im Wald ein sicheres Versteck suchen. Während sich Abbey um die schwerverletzte Jackie kümmert, versucht Trina Hilfe zu holen, doch Addley, der sich als Polizist verkleidet hat, will sich Trina schnappen, doch sie kann ihn überlisten und entkommen. Als Jackie ihren Verletzungen erliegt, kennen ihre Schulfreundinnen nur eins: erbarmungslose Rache.
Die beiden beschließen ihren Peinigern den Garaus zu machen. Mit äußerster Brutalität töten sie zunächst Ike, sie rammen ihm eine Axt zwischen die Beine und ersticken ihn, Addley kippen sie zunächst eine Chemikalie in den Mund, aus dem roter Schaum quillt, dann schlagen sie ihm einen Fernseher auf den Kopf, er erleidet schwerste Brandverletzungen im Gesicht, überlebt jedoch und greift nach Trina, mit einem Fleischschneider hackt Trina auf Addley ein das das Blut nur so spritzt und bis er wirklich tot ist. Die Mutter kommt mit einem Messer in der Hand aus einem Schrank geschlichen, die beiden rachsüchtigen Schulfreundinnen überwältigen schließlich die Mutter, und obwohl diese um Gnade fleht, „Ich bin eine kranke alte Frau“, wird sie mit einem Plastikbusen erstickt, dabei scheint zumindest Abbey inzwischen selbst den Verstand zu verlieren. Jackie wird im Wald beerdigt, als beide Frauen in vermeintlicher Sicherheit von Queenie der entstellten Schwester der Mutter angefallen werden.

## Fassungen
Der Film war lange Zeit indiziert und wurde am 13. September 1984 wegen Gewaltdarstellung beschlagnahmt. Eine in Deutschland erschienene und von der FSK ab 16 Jahren freigegebene Fassung war um rund 13 Minuten und somit „jegliche härtere Gewalttat“ gekürzt. In Österreich ist er ungeschnitten erhältlich. Im März 2021 wurde die Aufhebung der Beschlagnahme und der Indizierung des Films bekannt gegeben. Eine Neuprüfung der ungeschnittenen Fassung durch die FSK im August 2021 ergab eine Altersfreigabe ab 18 Jahren.

## Kritiken
„Schauspielerisch kann man den Film eigentlich empfehlen, die gequälten Damen handeln relativ menschlich und nicht allzu dumm, wie man es von Frauen in Horrorfilmen eigentlich gewohnt ist. Dann gibt es noch ein paar recht gelungene und recht eklige Splatterszenen.“

„Viele wird der Name Troma abschrecken, aber dieser Film ist sicher kein Film wie bekanntere Tromaproduktionen. Er ist sehr empfehlenswert und ein Klassiker des Slasher-Genres. Durch seine gut erzählte Story und die wirklich spannende und mitfiebernde Atmosphäre, die sehr gut von der Kulisse, den Schauspielern, so wie der Musik unterstützt wird. Er ist schon ein Film der härteren Gangart, aber übertreibt es nicht in der Darstellung.“

„Horrorfilm, der sein Thema einer perversen Mutter-Sohn-Beziehung zunehmend ausufernden Grausamkeiten und billigen Schreckklischees preisgibt.“

## Neuverfilmung
Im Jahr 2010 entstand unter der Regie von Darren Lynn Bousman mit Mother’s Day – Mutter ist wieder da (Mother’s Day) eine Neuverfilmung. Die weibliche Hauptrolle übernahm die US-Amerikanerin Rebecca De Mornay. Brett Ratner fungierte als einer der Produzenten des Films.

## Fortsetzung
1988 erschien ein Film namens Muttertag 2 – Die Söhne sind zurück, der aber keine echte Fortsetzung ist, sondern nur ein Film mit einer ähnlichen Thematik, der aus verkaufstechnischen Gründen in Deutschland als Muttertag 2 angeboten wurde, der Originaltitel lautet Kuutamosonaatti. In Muttertag 2 geht es um zwei Brüder, Sulo und Arvo, die mit ihrer Mutter in der gottverlassenen Weite Finnlands leben. Sulo ist ein Monster und hält sich für einen Wolf oder Hund, Arvo hat das wahnsinnige Verlangen nach einer Frau. Muttertag 2 – Die Söhne sind zurück erhielt durchschnittliche Kritiken und erhielt keine Jugendfreigabe von der FSK. Von Muttertag 2 gibt es eine echte Fortsetzung unter dem Titel Army Of Zombies.